# 湯浅徹
湯浅 徹（ゆあさ とおる、1962年3月8日 - ）は、日本の実業家。福邦銀行代表取締役頭取。

## 人物・経歴
福井県出身。1986年3月高崎経済大学経済学部卒業後、福井銀行入行。福井市役所支店長、越前海岸エリア統括店長、勝山支店長、武生エリア統括店長を経て13年執行役員同、15年4月同本店エリア統括店長兼本店営業部長、15年6月執行役同、17年6月取締役兼常務執行役営業支援本部長、21年6月執行役専務企画本部長、22年6月福井キャピタル&コンサルティング代表取締役社長を経て、23年6月より現職。